# حي النصر (عدن)
حي النصر هو أحد أحياء مديرية خور مكسر في محافظة عدن اليمنية. يبلغ تعداد سكانه 8388 نسمة حسب التعداد السكاني في اليمن لعام 2004.